# David Klahr

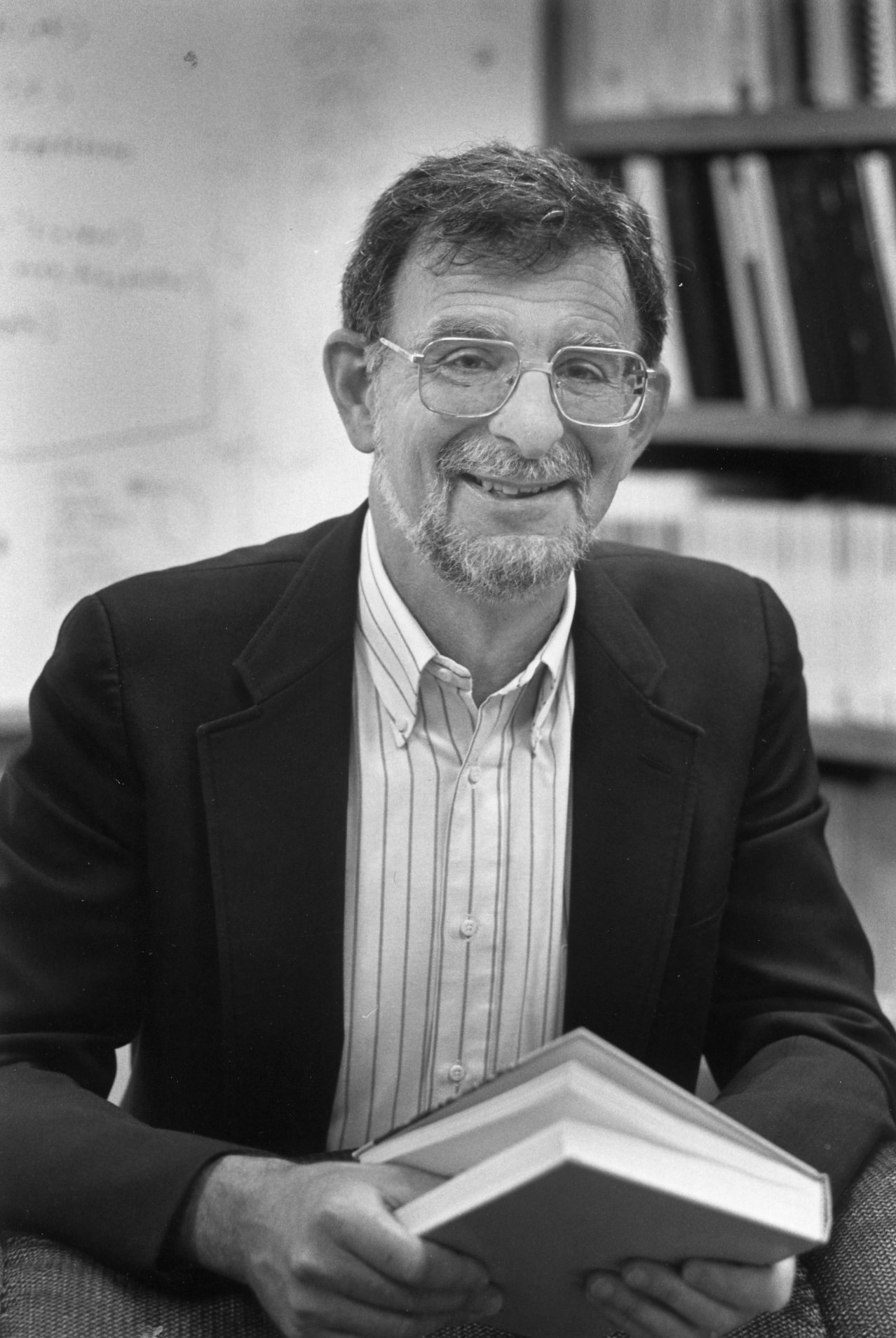
David Klahr in der Carnegie Mellon University (CMU), Pittsburgh 2009

David Klahr (* 1939 in Springfield, Massachusetts) ist ein US-amerikanischer Entwicklungs- und Lernpsychologe sowie emeritierter Professor an der Carnegie Mellon University (CMU). Er arbeitet auf dem Gebiet der Kognitionspsychologie, wo er Grundlagenforschung zu Anwendungen des Informationsverarbeitungsansatzes betrieb. Gemeinsam mit dem Psychologen Iain Wallace entwickelte er die ersten Computersimulationsmodelle, um die Leistungen von Kindern bei einer Reihe von Piaget'schen Aufgaben und anderen Arten von Problemen zu erklären. In seinen jüngsten Forschungsarbeiten untersuchte Klahr kognitive Prozesse, die das Verständnis von Kindern für grundlegende Prinzipien wissenschaftlichen Denkens erklären sollen.
Klahr ist Fellow der American Psychological Association (APA). Er war Mitherausgeber der Zeitschrift Developmental Psychology. Im Jahr 2007 wurde er als erstes Mitglied der psychologischen Fakultät der CMU in die National Academy of Education gewählt.

## Arbeiten (Auswahl)
- D. Klahr: A Computer Simulation of the Paradox of Voting. In: American Political Science Review. 60, Heft 2, 1966, S. 384–390.
- D. Klahr, J. G. Wallace: Cognitive Development: An Information-Processing View. Hillsdale 1976, ISBN 0-470-15128-5.
- D. Klahr, K. Dunbar: Dual space search during scientific reasoning. In: Cognitive Science. 12, Heft 1, 1988, S. 1–48.
- D. Klahr: Exploring Science: The Cognition and Development of Discovery Processes. Cambridge 2000, ISBN 0-262-61176-7.